# سیاست در اتحاد شوروی

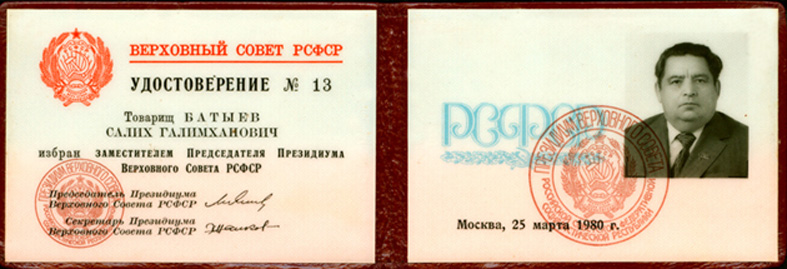
کارت های شناسایی معاون رئیس هیئت رئیسه شورای عالی RSFSR، جمهوری سوسیالیستی فدراتیو شوروی روسیه

سیاست در اتحاد جماهیر شوروی سوسیالیستی یک نظام تک‌حزبی بود، در زمانی که احزاب کمونیست اروپای شرقی از هم پاشیدند یا خود را به سبک غربی، احزاب سوسیالیست یا سوسیال دموکرات تبدیل کردند، حزب کمونیست اتحاد جماهیر شوروی حاکم بر اتحاد جماهیر شوروی سوسیالیست، نخستین کشور کمونیستی را تشکیل می‌داد.

## حزب کمونیست شوروی
حزب کمونیست شوروی متشکل از افرادی بود که بر اتحاد جماهیر شوروی حکم می‌راندند، قانون اساسی توسط این حزب نوشته شده بود، دولت جدا از حزب و قانون‌گذار، متشکل از همین افراد بود، یعنی هم سیاست گذاری کشور و هم قانون گذاری، توسط این حزب بود، زمینه آموزش اعضای حزب و نامزدهای آینده، اتحادیه جوانان لنین بود، البته در زمان اوج خود ۱۹ میلیون عضو داشت، قدرت حزب به دست سازمان تشکیلات اولیه قرار داشت که به بخش‌هایی تقسیم می‌شد، سازمان تشکیلات اولیه عملاً با اعضای خود در زندگی تمام افراد (فرهنگی و اجتماعی)، سیاست، اقتصاد، حاکم بود و در همه کارخانه‌ها، ادارات دولتی، مدارس و مزارع جمعی و هر ارگان دیگر از هر حیث دارای قدرت بود، در اوج حزب حدود ۳۹۰٫۰۰۰ عضو در تشکیلات اولیه وجود داشت، افراد بسیار قدرتمند در دبیرخانه و دفتر سیاسی حضور داشتند، این دو ارگان در کنار کنگره حزب در سازمان تشکیلات اولیه قرار داشتند، کنگره حزب نهاد عالی در CPSU (حزب کمونیست) و تشکیلات اولیه بود که معمولاً هر ۵ سال یک‌بار تشکیل جلسه می‌داد و چندین هزار نماینده در آن شرکت می‌کردند، کنگره حزب تقریباً ۳۰۰ عضو داشت، همچنین کمیته مرکزی کمیته‌ای بود که با حداقل دو جلسه در سال برای نظارت کنگره‌ها و ارگان‌های کشور به نوبه خود اعضای زیادی از کمیته‌های دیگر را به خود جذب می‌کرد، در دفتر سیاسی با ۲۴ عضو عالی‌ترین نهاد سیاست گذاری در کشور بود، و تمام سیاست‌های خارجی و داخلی و عمومی را اعمال می‌کرد عضویت این افراد اگرچه توسط کمیته مرکزی تعیین می‌شد اما در واقع عمدتاً توسط اعضای خود ارگان تعیین می‌شد.

## قوه مقننه

### کنگره شوراها (۱۹۲۲–۱۹۳۶) و شورای عالی (۱۹۳۶–۱۹۸۹)
کنگره شوروی بر اساس اصل ۸ قانون اساسی ۱۹۲۴ شوروی عالی‌ترین ارگان قدرت بود. این کنگره در قانون اساسی ۱۹۳۶ شوروی با شو ای عالی اتحاد جماهیر شوروی جایگزین شد. مطابق با اصل ۳۰، این نهاد به عنوان بالاترین مقام دولتی و تنها شاخه قانونگذاری اتحاد جماهیر شوروی فعالیت می‌کرد. طبق اصل ۱۰۸ قانون اساسی ۱۹۷۷ شوروی، شورای عالی این اختیار را داشت که به کلیه امور در حوزه قدرت اتحاد جماهیر شوروی رسیدگی کند. مانند: پذیرش جمهوری‌های جدید به اتحادیه، ایجاد یک جمهوری خودمختار یا مناطق خودمختار جدید، تصویب برنامه چهارساله برای توسعه اجتماعی و اقتصادی، ایجاد و تصویب بودجه دولت و نهاد ارگانهایی که اتحاد جماهیر شوروی به آنها پاسخگو بود، حق انحصاری شورای عالی اتحاد جماهیر شوروی بود.
قوانین اتحاد شوروی یا توسط شورای عالی یا با همه‌پرسی به تصویب می‌رسید.
شورای عالی از دو مجلس تشکیل شده بود، شورای اتحادیه و شورای ملیت‌ها که دارای حقوق برابر و تعداد معادل نمایندگان بودند. شورای اتحادیه توسط حوزه‌های انتخابیه با جمعیت برابر انتخاب می‌شدند در حالی که شورای ملیتها بر اساس نمایندگی زیر انتخاب می‌شدند: ۳۲ نماینده از هر جمهوری اتحادیه، ۱۱ نماینده از هر جمهوری خودمختار، ۵ نماینده از هر منطقه خودمختار و یک معاون از هر منطقه خودمختار. شورای اتحادیه و شورای ملیت‌ها (پس از تسلیم توسط کمیسیون‌های معتبر انتخاب شده) قدرت تصمیم‌گیری در مورد اعتبار اعتبار نمایندگان منتخب را داشتند و (در مواردی که قانون انتخابات نقض شده بود) انتخابات را باطل اعلام می‌کرد. هر دو مجلی یک رئیس و چهار معاون انتخاب کردند. روسای شورای اتحادیه و شورای ملیت‌ها ریاست جلسات اتاق‌های مربوط را بر عهده داشتند و امور آنها را اداره می‌کردند. جلسات مشترک مجلس‌ها توسط (به‌طور متناوب) رئیس شورای اتحادیه و رئیس شورای ملیت‌ها اداره می‌شد.

### کنگره نمایندگان خلق و شورای دولتی
با اصلاحیه قانون اساسی توسط میخائیل گورباچف، شورای عالی به پارلمان دائمی تبدیل شد که توسط کنگره نمایندگان خلق انتخاب می‌شد. در انتخابات قانونگذاری شوروی ۱۹۸۹، مردم شوروی برای اولین بار کاندیداها را به‌طور دموکراتیک انتخاب کردند. اصلاحیه جدید خواستار انتخاب یک هیئت کاری کوچکتر (بعداً به عنوان شورای عالی شناخته شد) توسط کنگره نمایندگان مردم با ۲۲۵۰ عضو انتخاب شد. یک سوم کرسی‌های کنگره نمایندگان خلق به حزب کمونیست و سایر سازمان‌های عمومی اختصاص داشت. این اصلاحیه به وضوح بیان داشت که چندین نامزد می‌توانند در انتخابات شرکت کنند و رای دهندگان شوروی با رأی دادن به نامزدها و اصلاح طلبان غیر حزب کمونیست، مقامات را متحیر کردند. با این حال برآورد شد اصلاح طلبان اصیل تنها حدود ۳۰۰ کرسی را به دست آوردند. پس از تلاش ناکام کودتای آگوست، شورای دولتی «در دوره گذار» به بالاترین ارگان قدرت دولت تبدیل شد.